# Премія Окава
Премія Окава (англ. Okawa Prize; яп. 大川賞) — нагорода, яку вручають за видатні досягнення в галузі інформатики і телекомунікацій. Щорічно з 1992 року її присуджує Фундація Окава (англ. Okawa Foundation). Нагорода складається з сертифікату, золотої медалі та грошової винагороди, розмір якої становить 10 мільйонів японських єн.

## Лауреати
| Рік  | Лауреат                          | Обґрунтування нагороди |
| ---- | -------------------------------- | --- |
| 1992 | Такеші Амісіма                   | За створення адміністрації з питань електромагнітних хвиль, розвиток електропромисловості та сприяння освоєнню космосу Оригінальний текст (англ.) [For establishment of the electric wave administration, advancement of electric industry, and promotion of space development] Помилка: {{Lang}}: не вказано код мови (допомога) |
| 1993 | Нобору Такагі                    | За покращення якості електричних деталей та сприяння космічним розробкам Японії Оригінальний текст (англ.) [For improvement of quality of electrical parts and promotion of space development of Japan] Помилка: {{Lang}}: не вказано код мови (допомога) |
| 1994 | Дзенічі Кіясу                    | За піонерські дослідження фундаментальної теорії інформації та телекомунікацій, а також оригінальну розробку комунікаційного обладнання Японії Оригінальний текст (англ.) [For pioneering research of basic theory of information and telecommunications, and original development of communications equipment of Japan] Помилка: {{Lang}}: не вказано код мови (допомога) |
| 1995 | Тошіюкі Сакаї                    | За піонерські досягнення в обробці розпізнавання голосу, символів і зображень, а також побудову інформаційної мережі Японії Оригінальний текст (англ.) [For pioneering achievement of recognition processing of voice, character and image, and construction of information network of Japan] Помилка: {{Lang}}: не вказано код мови (допомога) |
| 1996 | Лотфі Заде                       | За видатний внесок в інформатику через розробку нечіткої логіки та її застосування Оригінальний текст (англ.) [For outstanding contributions to information science through the development of fuzzy logic and its applications] Помилка: {{Lang}}: не вказано код мови (допомога) |
| 1996 | Джун-ічі Нішізава                | За видатний внесок у оригінальні дослідження в галузі матеріалознавства, розробку напівпровідникової техніки та новаторські досягнення у галузі оптичного зв'язку Оригінальний текст (англ.) [For outstanding contributions to original research of material science, development of semiconductor engineering, and the pioneering achievement of optical communication] Помилка: {{Lang}}: не вказано код мови (допомога) |
| 1997 | Джон Рой Віннері                 | За видатний внесок у розвиток мікрохвильових технологій і оптоелектроніки шляхом досліджень, навчання та публікацій Оригінальний текст (англ.) [For distinguished contributions to microwaves and optoelectronics through research, teaching and publication] Помилка: {{Lang}}: не вказано код мови (допомога) |
| 1997 | Сігефумі Сайто                   | За видатний внесок у фундаментальні та ключові технології космічного та оптичного зв'язку та їх застосування Оригінальний текст (англ.) [For outstanding contribution to fundamental and key technologies of space communications and optical communications, and their applications] Помилка: {{Lang}}: не вказано код мови (допомога) |
| 1998 | Льюїс Бренскомб                  | За видатний внесок у розвиток інформатики, науково-технічної політики та корпоративного менеджменту Оригінальний текст (англ.) [For outstanding contributions to the progress of informatics, scientific and technological policy and corporate management] Помилка: {{Lang}}: не вказано код мови (допомога) |
| 1998 | Хіросі Хіраяма                   | За піонерські досягнення в галузі теорії схем мереж, інформаційно-комунікаційних мережевих систем і видатний внесок у розвиток технологій електронної передачі даних в ЯпоніїОригінальний текст (англ.) [For pioneering achievement of studies on circuit network theory, information and communication network systems and distinguished contributions to the development of electronic data communications technologies in Japan] Помилка: {{Lang}}: не вказано код мови (допомога) |
| 1999 | Волтер Розенбліт                 | За видатний та новаторський внесок у прогрес біомедичної інженерії, особливо використання «он-лайн» комп'ютерного аналізу активності мозку, а також у біофізику слуху, а також за сприяння міжнародній науковій співпраціОригінальний текст (англ.) [For outstanding and pioneering contributions to the progress of biomedical engineering, especially the use of 'on line' computer analysis of brain activity, and to auditory biophysics as well as to the promotion of international scientific cooperation] Помилка: {{Lang}}: не вказано код мови (допомога) |
| 1999 | Нобуакі Кумагаї                  | За видатні заслуги в розробці нових теорій електромагнітних хвиль і розвитку галузі техніки електромагнітних хвиль; і за видатний внесок у освіту та виховання багатьох дослідників, а також у розвиток науки й техніки в ЯпоніїОригінальний текст (англ.) [For distinguished accomplishments in pioneering new electromagnetic wave theories and establishing the field of electromagnetic wave engineering; and for outstanding contributions to education and nurture of many researchers and to the development of science and technology in Japan] Помилка: {{Lang}}: не вказано код мови (допомога)                                                                                                   |
| 2000 | Вільям Фредерік Міллер           | За видатний і новаторський внесок у прогрес прикладної математики та інформаційних технологій і за видатне лідерство в університетському та корпоративному управлінні Оригінальний текст (англ.) [For outstanding and pioneering contribution to the progress of applied mathematics and information technologies and for prominent leadership in university and corporate management] Помилка: {{Lang}}: не вказано код мови (допомога) |
| 2000 | Сого Окамура                     | За надзвичайні досягнення в оригінальних дослідженнях, пов'язаних з хвилями діапазону надвисоких частот, і за видатний внесок у міжнародну співпрацю та розвиток перспективних кадрів Оригінальний текст (англ.) [For extraordinary accomplishments in original research related to ultrahigh frequency band waves and for outstanding contributions to international cooperation and the development of up-and-coming human resources] Помилка: {{Lang}}: не вказано код мови (допомога) |
| 2001 | Леонард Кляйнрок                 | За новаторство та видатний внесок у теорію масового обслуговування та теорію комутації пакетів, основну технологію Інтернету Оригінальний текст (англ.) [For pioneering and outstanding contributions to queueing theory and packet-switching theory, the foundation technology of the Internet] Помилка: {{Lang}}: не вказано код мови (допомога) |
| 2001 | Наміо Хонда                      | За видатні та піонерські досягнення в галузі теорії інформації та теорії мови автоматів у Японії Оригінальний текст (англ.) [For distinguished and pioneering accomplishment of studies in information theory, and automata-language theory in Japan] Помилка: {{Lang}}: не вказано код мови (допомога) |
| 2002 | Томас Юджин Евергарт             | За видатні заслуги в розробці скануючої електронної мікроскопії та технологій мікрооброблення; а також за видатний внесок і лідерство в розвитку науки і техніки, інженерної освіти та розвитку інформаційної індустрії Оригінальний текст (англ.) [For distinguished accomplishments in the development of scanning electron microscopy and microfabrication technologies; and for outstanding contributions and leadership in the development of science and technology, engineering education and progress of the information industry] Помилка: {{Lang}}: не вказано код мови (допомога) |
| 2002 | Тайджо Іідзіма                   | За видатний внесок у новаторські дослідження базової теорії розпізнавання образів і прогрес передової технології розпізнавання в Японії Оригінальний текст (англ.) [For outstanding contributions to pioneering research of pattern recognition's basic theory,and progress of advanced recognition technology in Japan] Помилка: {{Lang}}: не вказано код мови (допомога) |
| 2003 | Міша Шварц                       | За видатний внесок і лідерство в галузі теорії інформації та комунікації, комп'ютерних мереж, включаючи широкосмугові інтегровані цифрові мережі та бездротові мережі, та інженерної освіти Оригінальний текст (англ.) [For outstanding contributions and leadership in the fields of information and communication theory, computer networks including broadband integrated digital networks and wireless networks, and engineering education] Помилка: {{Lang}}: не вказано код мови (допомога) |
| 2003 | Тадао Касамі                     | За видатні та новаторські досягнення в галузі теорії кодування, формальної лінгвістичної теорії та теорії обчислень, а також видатний внесок в освіту в галузі інформації та телекомунікацій в Японії Оригінальний текст (англ.) [For distinguished and pioneering accomplishments of studies in coding theory, formal linguistic theory and calculation theory, as well as outstanding contributions to education in the fields of information and telecommunications in Japan] Помилка: {{Lang}}: не вказано код мови (допомога) |
| 2004 | Радж Редді                       | За новаторські дослідження великомасштабної системи штучного інтелекту, взаємодії людини з комп'ютером та Інтернету, а також видатний внесок у політику в галузі інформації та телекомунікацій і розвиток багатьох людських ресурсів Оригінальний текст (англ.) [For pioneering researches of large scale artificial intelligence system, human-computer interaction and Internet,and outstanding contributions to information and telecommunications policy and nurture of many human resources] Помилка: {{Lang}}: не вказано код мови (допомога) |
| 2004 | Кен Сакамура                     | За оригінальні дослідження високопродуктивної комп'ютерної системи реального часу (TRON) та її практичного використання методом відкритої архітектури, а також видатний внесок у пропаганду універсальної комп'ютерної концепції та її розвиток Оригінальний текст (англ.) [For original researches of high performance real time computer system (TRON) and its practical use by open architecture method,and outstanding contributions to advocacy of ubiquitous computing concept and its development] Помилка: {{Lang}}: не вказано код мови (допомога) |
| 2005 | Томас Хуанг                      | За новаторський і постійний внесок у теорію аналізу послідовності зображень та її застосування до стиснення відео, розпізнавання образів та анімації Оригінальний текст (англ.) [For pioneering and sustaining contributions to the theory of image sequence analysis and its applications to video compression, pattern recognition, and animation] Помилка: {{Lang}}: не вказано код мови (допомога) |
| 2005 | Кадзуо Хоріуті                   | За видатний внесок у створення методу функціонального аналітичного аналізу електроніки, інформаційних і комунікаційних систем, а також у розвиток інформаційної та комунікаційної галузі в Японії Оригінальний текст (англ.) [For outstanding contribution to the establishment of a functional analytic analysis method for electronics, information and communication systems and to the advancement of the information and communication field in Japan] Помилка: {{Lang}}: не вказано код мови (допомога) |
| 2006 | Гервіг Коґельнік                 | Концепція розподілених лазерів із зворотним зв'язком і новаторські внески в широкосмугові та багатохвильові оптоволоконні системи зв'язку Оригінальний текст (англ.) [Conception of Distributed Feedback Lasers and Pioneering Contributions to Wide-Band and Multi-Wavelength Optical Fiber Communication Systems] Помилка: {{Lang}}: не вказано код мови (допомога) |
| 2006 | Ясухару Суемацу                  | Концепція динамічних одномодових напівпровідникових лазерів і піонерські дослідження великодистанційних і високошвидкісних оптичних волоконних комунікацій Оригінальний текст (англ.) [Conception of Dynamic Single-Mode Semiconductor Lasers and Pioneering Research on Long-Distance and High-Speed Optical Fiber Communications] Помилка: {{Lang}}: не вказано код мови (допомога) |
| 2007 | Д. К. Аггарвал                   | За видатний внесок у концепцію та піонерські дослідження динамічного аналізу сцени та мультисенсорного синтезу в системах комп'ютерного зору Оригінальний текст (англ.) [For Outstanding Contributions to Conception and Pioneering Research of Dynamic Scene Analysis and Multi-Sensor Fusion in Computer Vision Systems] Помилка: {{Lang}}: не вказано код мови (допомога) |
| 2007 | Такео Канаде                     | За далекосяжні та піонерські досягнення в галузі комп'ютерного зору, штучного інтелекту та робототехніки, а також видатне та інноваційне навчання, яке створило нове покоління лідерів у цих галузях Оригінальний текст (англ.) [For far-reaching and pioneering research achievements in computer vision, artificial intelligence, and robotics, and the outstanding and innovative teaching that has produced the next generation of leaders in these fields] Помилка: {{Lang}}: не вказано код мови (допомога) |
| 2008 | Аді Шамір                        | За видатний внесок у створення системи шифрування з відкритим ключем RSA та низку важливих криптографічних досягнень Оригінальний текст (англ.) [For Outstanding Contributions to the Creation of the RSA Public-Key Encryption System, and the Production of a Number of Cryptographically Important Advances] Помилка: {{Lang}}: не вказано код мови (допомога) |
| 2008 | Хідекі Імаі                      | За видатний внесок у дослідження теорії кодування, криптографії та їх застосування Оригінальний текст (англ.) [For Outstanding Contributions to Research in Coding Theory, Cryptography, and Their Applications] Помилка: {{Lang}}: не вказано код мови (допомога) |
| 2009 | Томазо Поджо                     | За видатний внесок у створення комп'ютерної нейронауки та піонерські дослідження, починаючи від біофізичних і поведінкових досліджень зорової системи до обчислювальних теорій зору та навчання людей і машин Оригінальний текст (англ.) [For outstanding contributions to the establishment of computional neuroscience, and pioneering researches ranging from the biophysical and behavioral studies of the visual system to the computational theories of vision and learning in humans and machines] Помилка: {{Lang}}: не вказано код мови (допомога) |
| 2009 | Міцуо Кавато                     | За піонерські дослідження в інтеграції нейронаук і робототехніки для розуміння обробки інформації в мозку Оригінальний текст (англ.) [For pioneering researches in integrating neuroscience and robotics toward understanding of information processing in the brain] Помилка: {{Lang}}: не вказано код мови (допомога) |
| 2010 | Чарльз Беннетт                   | За новаторські роботи з квантової криптографії та видатний внесок як один із засновників у розвиток сучасної квантової теорії інформації Оригінальний текст (англ.) [For pioneering works on quantum cryptography, and outstanding contributions to the advancement of modern quantum information theory as one of the founders] Помилка: {{Lang}}: не вказано код мови (допомога) |
| 2010 | Йосіхіса Ямамото                 | За видатні та піонерські досягнення в галузі квантової оптики/квантової обробки інформації та видатний внесок у розвиток цієї галузі Оригінальний текст (англ.) [For distinguished and pioneering accomplishment in quantum optics/quantum information processing, and outstanding contributions to the development of this field] Помилка: {{Lang}}: не вказано код мови (допомога) |
| 2011 | Інгрід Добеші                    | За видатний і піонерський внесок у теорію та застосування вейвлетів Оригінальний текст (англ.) [For outstanding and pioneering contributions to the theory and applications of wavelets] Помилка: {{Lang}}: не вказано код мови (допомога) |
| 2011 | Дзюн Мураі                       | За новаторський внесок у суспільство в розбудові та широкому впровадженні технологічної основи Інтернету в Японії, а також у сприянні його глобалізації Оригінальний текст (англ.) [For pioneering contributions to society in building and gaining wide adoption of the technological foundation of the Internet in Japan, and in promoting its globalization] Помилка: {{Lang}}: не вказано код мови (допомога) |
| 2012 | Віктор Зуе                       | За новаторський та видатний внесок у науку про мову та системи розмовної мови. Оригінальний текст (англ.) [For pioneering and outstanding contributions to speech science and conversational spoken-language systems] Помилка: {{Lang}}: не вказано код мови (допомога) |
| 2012 | Садаокі Фуруі                    | За новаторський внесок і лідерство в галузі комп'ютерного розпізнавання та розуміння мовлення Оригінальний текст (англ.) [For pioneering contributions to and leadership in the field of computer-based speech recognition and understanding] Помилка: {{Lang}}: не вказано код мови (допомога) |
| 2013 | Девід Каллер                     | За новаторський внесок у проєктування та розробку бездротових сенсорних мереж Оригінальний текст (англ.) [For pioneering contributions to the design and development for wireless sensor networks] Помилка: {{Lang}}: не вказано код мови (допомога) |
| 2013 | Сусуму Йосіда                    | За піонерські дослідження мобільного зв'язку та мереж, а також видатний внесок у освіту і розвиток багатьох людських ресурсів у сферах інформації та телекомунікацій Оригінальний текст (англ.) [For pioneering researches of mobile communications and networking, and outstanding contributions to education and nurture of many human resources in the fields of information and telecommunications] Помилка: {{Lang}}: не вказано код мови (допомога) |
| 2014 | Олів’є Фожерас                   | За новаторський внесок у розвиток комп'ютерного зору та обчислювальної нейронауки Оригінальний текст (англ.) [For pioneering contributions for computer vision and for computational neuroscience] Помилка: {{Lang}}: не вказано код мови (допомога) |
| 2014 | Кацусі Ікеуті                    | За новаторський внесок у комп'ютерний зір та роботизовані системи зору, а також у розвиток нової сфери цих програм для збереження, аналізу та відображення культурної спадщини Оригінальний текст (англ.) [For pioneering contributions in Computer Vision and Robot Vision Systems as well as in the development of the new field by these applications to the preservation, analysis and display of the cultural heritages] Помилка: {{Lang}}: не вказано код мови (допомога) |
| 2015 | Хайме Карбонелл                  | За видатний внесок у дослідження мовних технологій, машинного навчання та обчислювальної біології в галузі штучного інтелекту Оригінальний текст (англ.) [For outstanding contributions to research in language technologies, machine learning and computational biology in the field of artificial intelligence] Помилка: {{Lang}}: не вказано код мови (допомога) |
| 2015 | Дзюнічі Цудзі                    | За новаторський внесок у дослідження комп'ютерної лінгвістики та обробки природної мови, включаючи машинний переклад та інтелектуальний аналіз тексту Оригінальний текст (англ.) [For pioneering contributions to research in computational linguistics and natural language processing including machine translation and text mining] Помилка: {{Lang}}: не вказано код мови (допомога) |
| 2016 | Джон Лерой Геннессі              | За новаторські дослідження в галузі комп'ютерної архітектури, особливо процесорів RISC, а також за видатний внесок і лідерство у вищій освіті Оригінальний текст (англ.) [For pioneering researches in computer architecture, especially RISC processors, as well as outstanding contribution to and leadership in higher education] Помилка: {{Lang}}: не вказано код мови (допомога) |
| 2016 | Хідео Айсо                       | За новаторські та видатні досягнення в дослідженні та розробці комп'ютерних систем і в розвитку комп'ютерної індустрії, а також видатний внесок у розвиток міждисциплінарної галузі на основі інформатики у вищій освіті Оригінальний текст (англ.) [For pioneering and outstanding achievements in the research and development of computer systems and in the advancement of the computer industry as well as distinguished contributions to the development of interdisciplinary field based on informatics in higher education] Помилка: {{Lang}}: не вказано код мови (допомога) |
| 2017 | Девід Кук                        | За значний внесок в галузі паралельних обчислень, особливо в дослідження та розробку технології компілятора та інструментів продуктивності Оригінальний текст (англ.) [For significant contributions in the field of parallel computing, especially to the research and development of compiler technology and productivity tools] Помилка: {{Lang}}: не вказано код мови (допомога) |
| 2017 | Акінорі Йонезава                 | За новаторський внесок в інновації паралельної моделі об'єктно-орієнтованого обчислення, а також її теоретичні та практичні дослідження та розвиток Оригінальний текст (англ.) [For pioneering contributions in innovation of a concurrent object-oriented computing model as well as its theoretical and practical research and development] Помилка: {{Lang}}: не вказано код мови (допомога) |
| 2018 | Констанс Дж. Чанг-Хаснайн        | За піонерські та видатні дослідження фотоніки VCSEL (англ. vertical-cavity surface-emitting laser) шляхом розроблення їх нових функцій для оптичного зв'язку та оптичного зондування Оригінальний текст (англ.) [For pioneering and outstanding research of VCSEL photonics through the development of their novel functions for optical communications and optical sensing] Помилка: {{Lang}}: не вказано код мови (допомога) |
| 2018 | Фуміо Кояма (англ. Fumio Koyama) | За плідний внесок у фотоніку VCSEL у вигляді пропозицій високошвидкісної модуляції та можливості керування променем для передових оптичних комунікацій та оптичного зондування Оригінальний текст (англ.) [For seminal contributions to VCSEL photonics in proposing high speed modulation and beam steering capability toward advanced optical communications and optical sensing] Помилка: {{Lang}}: не вказано код мови (допомога) |
| 2019 | Мартін Кей                       | За видатний внесок у фундаментальні дослідження та розробки, що стосуються машинного перекладу, включаючи розбір діаграм і функціональну уніфікоцію граматики Оригінальний текст (англ.) [For outstanding contributions to the fundamental research and development concerning machine translation, including chart parsing and functional unification grammar] Помилка: {{Lang}}: не вказано код мови (допомога) |
| 2019 | Макото Нагао                     | За новаторські досягнення в галузі обробки зображень, машинного перекладу та системи цифрової бібліотеки а також за величезний внесок у просування та розвиток академічних досліджень Оригінальний текст (англ.) [For pioneering achievements in the field of image processing, machine translation and system of digital library and enormous contributions to the promotion and development of academic researches] Помилка: {{Lang}}: не вказано код мови (допомога) |
| 2020 | Роберт Молтен Грей               | Фундаментальні дослідження теорії кодування інформації та стиснення даних, а також величезний внесок у просування різноманітності в інженерній освіті Оригінальний текст (англ.) [Seminal research in information coding theory and data compression, and enormous contributions to the promotion of diversity in engineering education] Помилка: {{Lang}}: не вказано код мови (допомога) |
| 2020 | Ясухіко Ясуда (яп. 安田 靖彦)    | Пропозиція щодо базової технології для аналого-цифрового перетворювача, яка останнім часом використовується найбільш широко, і піонерські дослідження в різноманітній обробці сигналів для кодування зображень, а також видатний внесок у розвиток і поширення інформації та телекомунікаційної техніки Оригінальний текст (англ.) [The proposal of the basic technology for an analog to digital converter recently being most widely utilized and the pioneering research in a variety of signal processing for image coding, and the outstanding contributions to the development and dissemination of information and telecommunications engineering] Помилка: {{Lang}}: не вказано код мови (допомога) |
| 2021 | Джон О'Салліван                  | За новаторський внесок у дослідження та розробку технологій бездротової локальної мережі Оригінальний текст (англ.) [For Pioneering contributions in the research and development of wireless LAN technologies] Помилка: {{Lang}}: не вказано код мови (допомога) |
| 2021 | Хідео Міяхара (яп. 宮原英雄)     | За величезний внесок у фундаментальні дослідження моделювання та оцінки продуктивності комп'ютерних мереж, а також у їх поширення та просування Оригінальний текст (англ.) [For enormous contributions to the fundamental research in computer network modeling and performance evaluation, and to their spread and promotion] Помилка: {{Lang}}: не вказано код мови (допомога) |
| 2022 | Шрі К. Наяр                      | За винахід інноваційних методів відображення та їх широке використання в цифровій фотографії та комп'ютерному зорі Оригінальний текст (англ.) [For the invention of innovative imaging techniques and their widespread use in digital photography and computer vision] Помилка: {{Lang}}: не вказано код мови (допомога) |
| 2022 | Тіеко Асакава                    | За вагомий внесок у дослідження та розробку невізуальних інтерфейсів користувача, а також у реалізацію доступності інформації Оригінальний текст (англ.) [For significant contribution to the research and development of non-visual user interfaces, and to the realization of information accessibility] Помилка: {{Lang}}: не вказано код мови (допомога) |
| 2023 | Йошуа Бенджіо                    | За піонерські дослідження та застосування фундаментальних методів глибокого навчання в штучному інтелекті Оригінальний текст (англ.) [For pioneering research and application of fundamental techniques of deep learning in artificial intelligence] Помилка: {{Lang}}: не вказано код мови (допомога) |
| 2023 | Сатору Міяно                     | За видатний внесок у передові дослідження раку, такі як секвенування повного генома, завдяки використанню суперкомп'ютерів Оригінальний текст (англ.) [For outstanding contributions to advanced cancer research, such as whole-genome sequencing, through the utilization of supercomputers] Помилка: {{Lang}}: не вказано код мови (допомога) |